# Dynamische wrijving

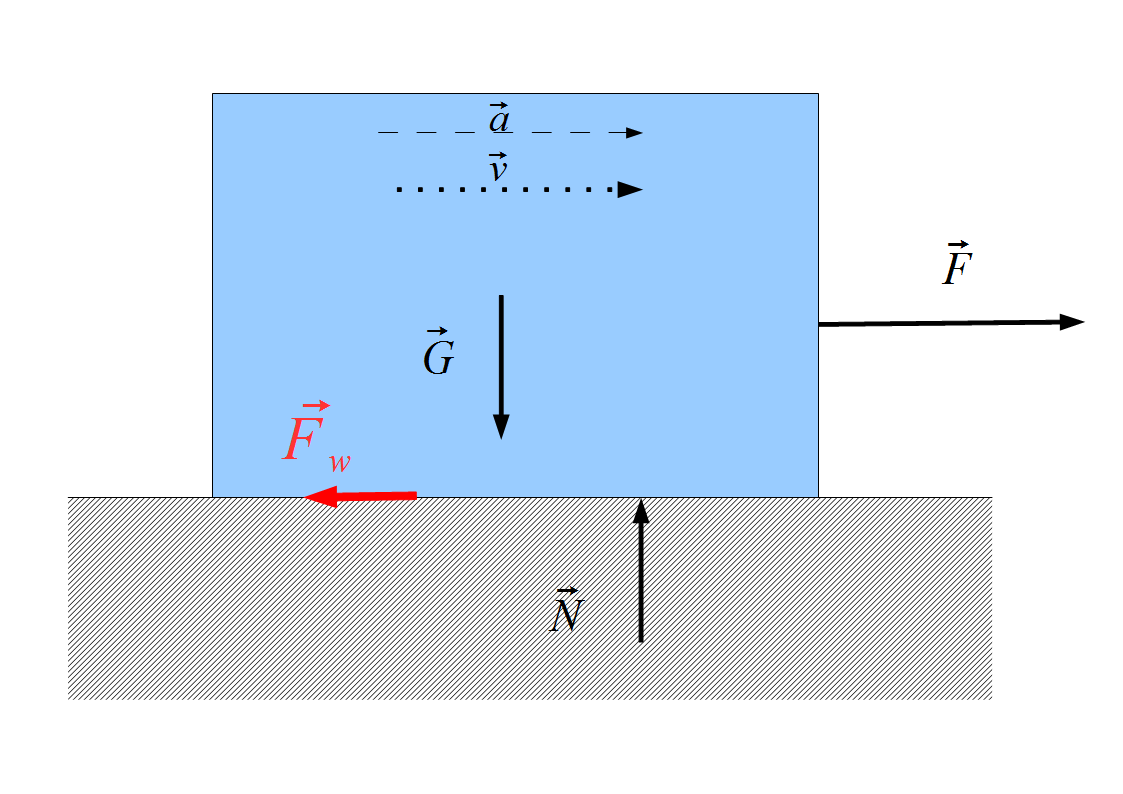
Op het bewegende blok werken een wrijvingskracht en een voldoende grote kracht, zodat er een versnelling ontstaat in de aangeduide richting.

Dynamische wrijving is het verschijnsel dat bij contact tussen twee lichamen een kracht nodig is om het ene lichaam ten opzichte van het andere te bewegen. Deze bepaling is meestal voldoende, tenminste als de betreffende lichamen enkel evenwijdig met elkaar kunnen bewegen.

## Definitie
Als er andere bewegingen mogelijk zijn, bijvoorbeeld een wiel op een wegdek, is er sprake van dynamische wrijving als er een snelheid is van de contactpunt(en) van het ene lichaam ten opzichte van het andere. Op een wiel dat blokkeert, zodat er geen rollen zonder glijden meer is, werkt de dynamische wrijvingskracht. Terwijl, zolang er rollen zonder glijden is, de statische wrijvingskracht werkt.

## Grootte
De dynamische wrijvingskracht {\displaystyle F_{w}} is evenredig met de normaalkracht {\displaystyle N}, met de
dynamische wrijvingscoëfficiënt {\displaystyle \mu _{d}} als evenredigheidsfactor: 
{\displaystyle F_{w}=\mu _{d}N}
De dynamische wrijvingscoëfficiënt is kleiner dan de statische. Dus de statische wrijvingskracht kan groter zijn. Dit is een voordeel van remmen zonder blokkerende wielen, waar een antiblokkeersysteem (ABS) voor zorgt.

## Richting
De dynamische wrijvingskracht is tegengesteld aan de beweging die de contactpunt(en) hebben. Ze is gelegen in de richting van hindering van beweging.